# Villarta-Quintana
Villarta-Quintana é um município da Espanha 
na província e comunidade autónoma de La Rioja, de área 24,61 km² com população de 184 habitantes (2004) e densidade populacional de 7,48 hab/km².

## Demografia
| Variação demográfica do município entre 1991 e 2004 | Variação demográfica do município entre 1991 e 2004 | Variação demográfica do município entre 1991 e 2004 | Variação demográfica do município entre 1991 e 2004 |
| --------------------------------------------------- | --------------------------------------------------- | --------------------------------------------------- | --------------------------------------------------- |
| 1991                                                | 1996                                                | 2001                                                | 2004                                                |
| 238                                                 | 225                                                 | 198                                                 | 184                                                 |